# Hard Target
Hard Target (Mục Tiêu Khó Diệt) là một bộ phim hành động Mỹ năm 1993 của đạo diễn Hồng Kông John Woo trong tác phẩm đầu tay tại Mỹ. Phim có sự tham gia của Jean-Claude Van Damme trong vai Chance Boudreaux, một người đàn ông người Cajun đang đi tìm công việc, người cứu một phụ nữ trẻ tên là Natasha Binder (Yancy Butler), khỏi một nhóm côn đồ ở New Orleans. Chance biết rằng Binder đang tìm kiếm người bố mất tích của mình (Chuck Pfarrer) và đồng ý hỗ trợ Binder tìm kiếm. Boudreaux và Binder sớm biết rằng bố của Binder đã chết dưới tay của những người tổ chức săn bắn, Emil Fouchon (Lance Henriksen) và Pik van Cleef (Arnold Vosloo), những doanh nhân tàn nhẫn sắp xếp việc săn lùng những người đàn ông vô gia cư như một hình thức thể thao giải trí. Kịch bản được viết bởi Chuck Pfarrer và dựa trên bộ phim chuyển thể năm 1932 của truyện ngắn "Trò chơi nguy hiểm nhất" năm 1924 của Richard Connell.
Hard Target là bộ phim Mỹ đầu tiên của Woo và cũng là bộ phim lớn đầu tiên của Hollywood được thực hiện bởi một đạo diễn Trung Quốc. Universal Pictures đã lo lắng về việc Woo chỉ đạo một bộ phim, và gửi cho đạo diễn Sam Raimi để xem qua quá trình sản xuất bộ phim và đảm nhận vị trí đạo diễn của Woo nếu ông thất bại. Woo đã trải qua một số kịch bản tìm thấy hầu hết các bộ phim võ thuật mà anh không hứng thú. Sau khi quyết định kịch bản của Chuck Pfarrer cho Hard Target, Woo muốn có nam diễn viên Kurt Russell trong vai chính, nhưng thấy Russell quá bận rộn với các dự án khác. Woo sau đó đã đi đến sự lựa chọn ban đầu của Universal là có ngôi sao Jean-Claude Van Damme. Woo đã hòa hợp với Van Damme trong quá trình quay phim và tăng số lượng hành động trong phim khi ông biết rằng Van Damme đã ủng hộ nó.
Sau 65 ngày quay tại New Orleans, Woo đã gặp rắc rối với Hiệp hội Điện ảnh Hoa Kỳ để bảo đảm xếp hạng R mà Universal muốn. Woo đã thực hiện hàng chục lần cắt cho bộ phim cho đến khi MPAA cho phép xếp hạng R. Khi phát hành lần đầu, Hard Target đã nhận được nhiều ý kiến trái chiều từ các nhà phê bình phim nhưng là một thành công về tài chính. Bộ phim được coi là một tác phẩm đình đám giữa các fan đặc biệt là cho các cảnh hành động.

## Nội dung
Ở New Orleans, một cựu chiến binh vô gia cư tên Douglas Binder (Chuck Pfarrer) là mục tiêu của một cuộc săn lùng. Ông được trao một chiếc thắt lưng chứa 10.000 đôla và được bảo rằng phải đến bên kia thị trấn để có được số tiền và mạng sống của mình. Đuổi theo ông là người tổ chức săn bắn Emil Fouchon (Lance Henriksen), tay sai đắc lực của hắn là Pik van Cleef (Arnold Vosloo), một doanh nhân tên là Lopacki - khách hàng của Fouchon, người đã trả 500.000 đôla để có cơ hội săn một con người và bọn lính đánh thuê bao gồm Stephan (Sven-Ole Thorsen) và Peterson (Jules Sylvester). Binder không đến được đích và bị giết bởi ba mũi tên được bắn từ nỏ. Van Cleef lấy chiếc thắt lưng chứa tiền.
Trong khi tìm kiếm Binder, con gái của ông, Natasha (Yancy Butler), bị tấn công bởi một nhóm côn đồ, những kẻ thấy cô có nhiều tiền. Cô được cứu bởi một người đàn ông vô gia cư có kỹ năng võ thuật tên là Chance Boudreaux (Jean-Claude Van Damme), một cựu lính Thủy quân lục chiến thuộc Lực lượng Trinh sát. Chance định gia nhập nhóm thủy thủ trên tàu, nhưng bị từ chối vì chưa thanh toán xong tiền nợ, anh miễn cưỡng làm hướng dẫn viên và vệ sĩ cho Natasha trong quá trình tìm kiếm bố cô. Trong khi đó, người bạn vô gia cư của Chance, Elijah Roper (Willie C. Carpenter), là nạn nhân tiếp theo bị lừa tham gia cuộc săn lùng của Fouchon và cuối cùng cũng chết.
Natasha biết được bố cô đã phát tờ rơi cho một nhà tuyển dụng tên là Randal Poe (Eliott Keener), người đã bí mật cung cấp cho Fouchon những người đàn ông vô gia cư có kinh nghiệm chiến trận và không có gia đình. Natasha hỏi Randal về cái chết của bố cô, nhưng họ bị phát hiện bởi Van Cleef. Fouchon và Van Cleef đánh Randal vì đã gửi cho chúng một người có con gái. Thám tử Marie Mitchell (Kasi Lemmons) thuộc cảnh sát New Orleans không muốn điều tra vụ mất tích của Binder cho đến khi xác chết của ông được phát hiện trong đống tro tàn của một căn nhà. Cái chết được xem là một tai nạn, nhưng Chance tìm kiếm trong đống đổ nát và tìm thấy thẻ bài quân nhân của Binder, bị xuyên thủng bởi một trong những mũi tên. Bọn thuộc hạ của Van Cleef tấn công Chance và đánh anh bất tỉnh để buộc anh và Natasha rời khỏi thị trấn. Khi anh tỉnh lại, anh đưa cho Mitchell cái thẻ bài làm bằng chứng cho thấy Binder đã bị sát hại. Khi cuộc điều tra ngày càng gần hơn, Fouchon và Van Cleef quyết định đổi địa điểm săn bắn và giết người bịt đầu mối. Gã bác sĩ cùng với Randal bị thủ tiêu. Mitchell, Natasha và Chance sau đó đến văn phòng của Randal và bị Van Cleef và một số thuộc hạ của hắn phục kích. Trong cuộc đấu súng, Mitchell bị bắn vào ngực và chết. Chance giết một số lính đánh thuê và trốn thoát cùng Natasha. Fouchon và Van Cleef tập hợp đội lính đánh thuê và năm thợ săn để tiếp tục truy đuổi cả hai.
Chance dẫn Natasha đến nhà của chú Douvee (Wilford Brimley) ở sâu trong vùng nước và nhờ ông giúp đỡ chống lại bọn xấu. Chance, Natasha và Douvee dẫn bọn xấu đến "nghĩa địa Mardi Gras" (một nhà kho chứa những chiếc xe diễu hành và tượng Mardi Gras cũ bị hư hỏng) và giết chết từng thuộc hạ của Fouchon. Van Cleef đã bị Chance bắn chết. Cuối cùng, chỉ còn lại Fouchon, nhưng hắn đâm mũi tên vào ngực Douvee và bắt Natasha làm con tin. Chance sau đó tấn công hắn và thả một quả lựu đạn vào quần hắn. Fouchon cố gắng tháo quả lựu đạn và bị chết trong vụ nổ. Douvee vẫn còn sống vì Fouchon chỉ đâm mũi tên trúng bình rượu của ông. Chance, Natasha và Douvee ra khỏi nhà kho khi bộ phim kết thúc.